# 島根県立益田高等学校
島根県立益田高等学校（しまねけんりつますだこうとうがっこう、英称：Shimane Prefectural Masuda High School）は、島根県益田市にある公立の高等学校。通称「益高」（ますこう）。

## 概要
歴史
1912年（明治45年）に開校した「益田町立女子技芸学校」を前身とする。高等女学校を経て、1948年（昭和23年）「島根県立益田高等学校」となった。
設置課程・学科
全日制課程
- 普通科　
- 理数科

教育目標
「知性に富み、心身共に健やかで、自らの力で未来を切り拓く生徒を育てる。」
教育方針
- 生徒一人ひとりの確かな学力を定着させ伸長させる。
- 生徒一人ひとりの社会人としての資質を育てる。
- 生徒一人ひとりの進路目標を確立させ、その実現を支援する。

校章
1953年（昭和28年）大塚均が「高」の字を益田市の市章にちなんで図案化した。スクールカラーは古代紫。
校歌
1954年（昭和29年）に制定。作詞は佐藤春夫、作曲は信時潔による。歌詞は2番まであり、校名は歌詞に登場しない。
附属施設
- いわみの記念館
- 寄宿舎（七尾寮）

## 沿革
技芸学校・高等女学校時代
- 1912年（明治45年）4月1日 - 益田尋常高等小学校（現・益田市立益田小学校）に「益田町立女子技芸学校」が併設される。
- 1923年（大正12年）4月9日 - 「益田町立島根県益田実科高等女学校」の設置が認可される。
- 1927年（昭和2年）4月1日 - 「益田町立島根県益田高等女学校」と改称（校名から「実科」を除く）。
- 1934年（昭和9年）4月1日 - 県立移管により、実業学校令に基づく「島根県立益田高等実業女学校」となる。
  - 益田高等女学校は生徒募集を停止し、在校生の卒業と同時に廃止される。
- 1941年（昭和16年）4月1日 - 「島根県立益田高等女学校」（再）が発足。

新制高等学校
- 1948年（昭和23年）3月3日 - 学制改革により、高等女学校が廃止され、新制高等学校「島根県立益田高等学校」（現校名）が発足。男女共学を開始。
- 1949年（昭和24年）4月1日 - 高校三原則に基づく島根県内公立高校再編により、島根県立益田農林高等学校を統合し、農業部とする。
- 1953年（昭和28年）
  - 4月1日 - 農業科と商業科が分離し、島根県立益田産業高等学校として独立。これにより普通科校となる。
  - 5月2日 - PTA創立総会を実施。
  - 8月15日 - 校章を制定。
- 1954年（昭和29年）10月1日 - 校歌を制定。
- 1956年（昭和31年）2月17日 - 同窓会により校旗が贈呈される。
- 1958年（昭和33年）9月5日 - PTAの寄付により、グランドピアノが贈呈される。
- 1965年（昭和40年）
  - 7月13日 - 昭和40年7月豪雨により学校の敷地内が1.5mの深さに冠水。授業中であったため約900人が取り残される[2]。
  - 11月18日 - 体育館が完成。
- 1968年（昭和43年）3月28日 - 柔剣道場が完成。
- 1970年（昭和45年）4月1日 - 理数科を設置。
- 1971年（昭和46年）
  - 2月28日 - 新校舎（特別教室棟）が完成。
  - 8月2日 - プールが完成。
- 1972年（昭和47年）
  - 3月14日 - 新校舎（普通教室棟）が完成。
  - 7月25日 - 弓道場が完成。
- 1973年（昭和48年）3月31日 - 管理棟が完成。
- 1983年（昭和58年）
  - 7月23日 - 昭和58年7月豪雨により、校舎1階がほぼ水没する。
  - 9月 - 制帽の自由化。
- 1997年（平成9年）3月27日 - 寄宿舎が完成。
- 2000年（平成12年）1月21日 - PTAの協力により「いわみの記念館」が完成。
- 2004年（平成16年）
  - 4月 - スーパーサイエンスハイスクール (SSH) 指定校となる（3年間、その後も継続して指定）。
  - 7月28日 - PTAにより空調施設が設置される。
- 2006年（平成18年）8月1日 - バリアフリー工事が完了。
- 2011年（平成23年）12月15日 - 創立100周年記念事業の一環として、いわみの記念館敷地内に「志学」記念碑が建立される。
- 2020年（令和2年）：「県立高校魅力化ビジョン」に基づき、普通科に設けられていた市外10％制限を撤廃。全県から志願可能とすると共に、普通科、理数科で県外からの志願受付を開始。

## 部活動
野球部は1978年春（第50回）と1982年夏（第64回）に甲子園に出場している。

## 著名な出身者
- 石川実（社会学者）
- 山内道雄（元海士町長）
- 阿知波信介（俳優・芸能プロモーター）
- 栗山文昭（指揮者）
- 村上敬宜（九州大学理事、副学長）
- 溝口善兵衛（前島根県知事・元財務省財務官）
- 田渕久美子（脚本家）
- 石川恭司（サッカー審判員）
- Ikuo（BULL ZEICHEN 88・ベース担当）
- 川本貢司（指揮者）
- 福原慎太郎（前益田市長）
- 岡崎綾子（柔道）
- 江上啓子（芸人・ニッチェ）
- 野崎菜美（ガールズケイリン選手）